# Itararé
Itararé è un comune del Brasile nello Stato di San Paolo, parte della mesoregione di Itapetininga e della microregione di Itapeva.

## Storia
Abitato inizialmente dagli indios Guainazes, divenne un luogo popolare per pionieri, esploratori, missionari gesuiti e ricercatori, affermandosi come uno dei luoghi di passaggio per i mandriani che convergevano da sud portando gli animali alla fiera di Sorocaba lungo il famoso Caminho das Tropas.

## Galleria d'immagini

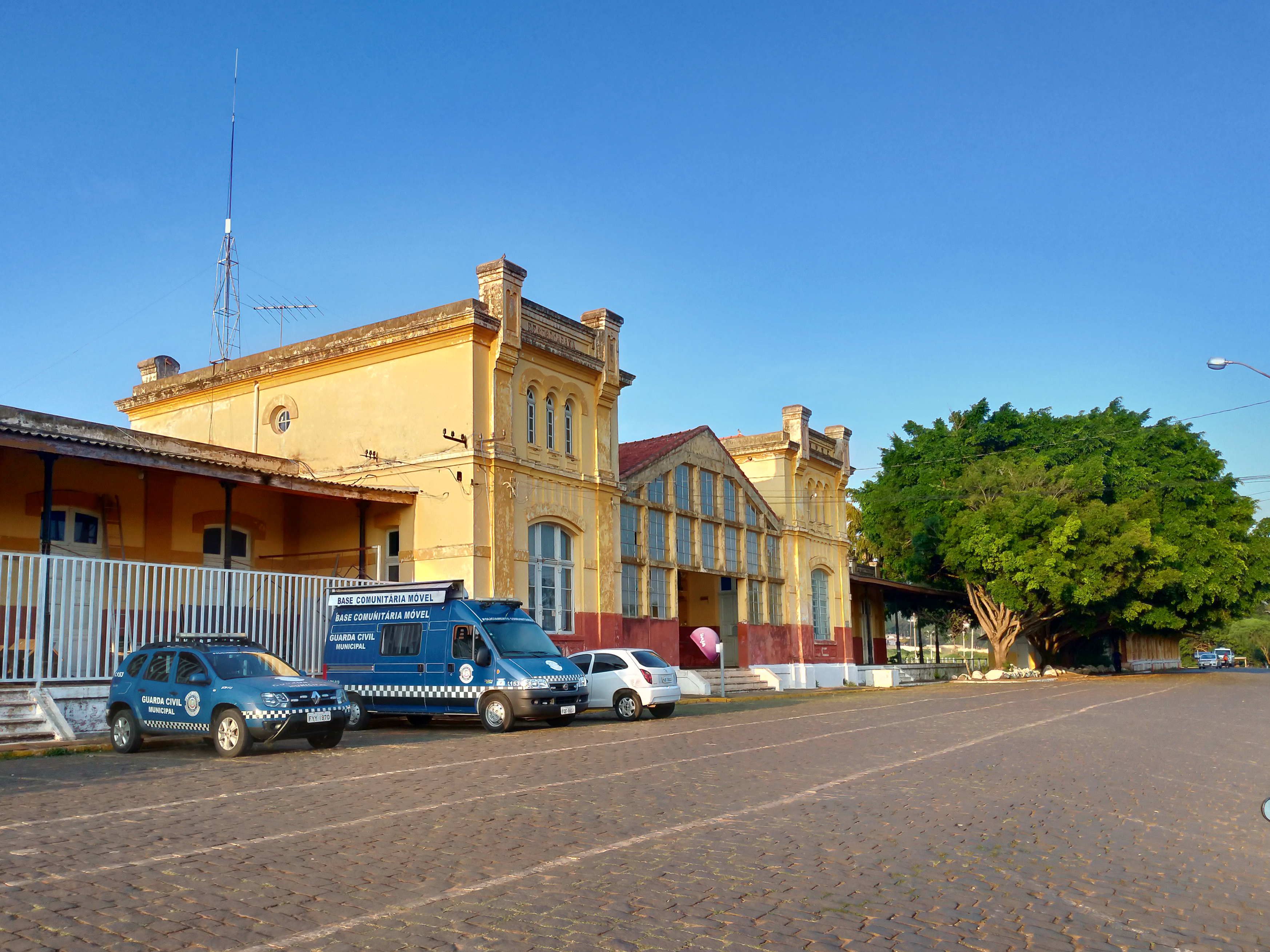
L'antica stazione ferroviaria, oggi centro per eventi culturali.
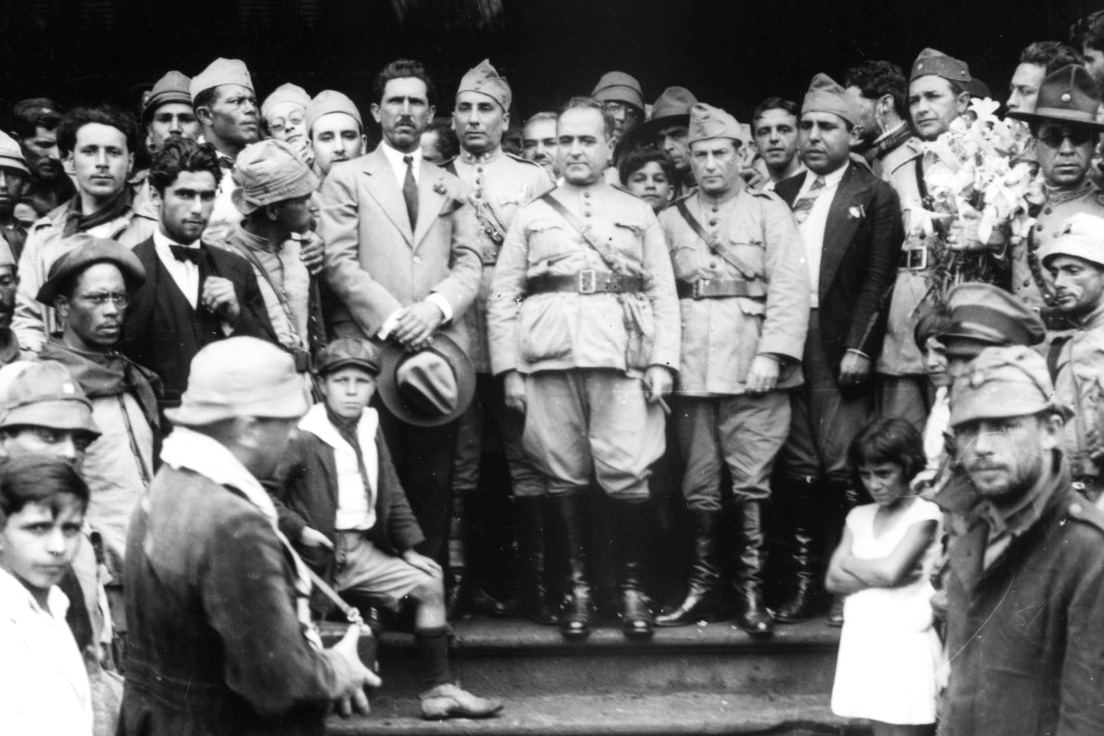
Getúlio Vargas e il suo seguito, sostano alla stazione ferroviaria di Itararé.